# Christine Teyssier
Pour les articles homonymes, voir Teyssier.
Christine Teyssier, née à Paris en décembre 1962, est une danseuse et chorégraphe française.

## Ses débuts
Elle débute à sept ans la danse à Rambouillet et a alors le choix entre entamer une carrière au cinéma ou bien en tant que danseuse ; elle opte pour la danse. Elle participe en 1972 au concours de la Scène française et obtient sa première mention en danse classique.  Elle entre au Conservatoire de Paris à l'âge de 11 ans puis danse à l'Opéra de Paris les Petits chevaux, et incorpore plus tard le Ballet-Théâtre français de Nancy, avec lequel elle fera sa première tournée internationale sur de grandes scènes[réf. nécessaire]. Elle rejoint en 1980 le Ballet royal de Flandre, avec lequel elle fera de nombreuses tournées internationales (environ 70 prestations). À son retour elle participe à une audition pour incorporer le Ballet du XXe siècle de Maurice Béjart : 400 candidats sont présents au Théâtre des Champs-Élysées, parmi lesquels seuls 3 garçons et deux filles seront retenus, dont Christine Teyssier.
Les tournées s'enchaînent : New York, Athènes, Tokyo, Hong Kong, Madrid, Venise etc. Christine Teyssier dansera au New York City Center le rôle de Mata Hari dans Bejart's Divine (avec notamment Jorge Donn et Marcia Haydée, spectacle dont The New York Times fera l'éloge).

## La chorégraphe
À la suite d'un problème de genou, elle quitte la compagnie pour se concentrer sur sa récupération physique. Elle rencontre plusieurs grands danseurs, dont Robert Bestonso, danseur étoile du Royal Ballet de Londres, qui s'occupe d'elle et lui redonne confiance. Elle s'oriente désormais vers la chorégraphie et monte son premier spectacle Fly.
En 2000, elle crée à Toulouse sa propre compagnie, les Space's Ballenium. Elle crée alors Couleurs du monde avec 12 danseurs (dont Juan Carlos, soliste du Ballet nacional de Cuba).
En 2004, Christine Teyssier collabore avec Ethan pour composer les titres de son spectacle "La Belle et la Bête 2040".
Elle crée en 2007 Le Petit Prince. Elle prend la direction du Toulouse Ballet et s'entoure de danseuses et danseurs de haut niveau pour créer son ballet Nijinsky, mon amour.

## Ses créations
- 2002 : Couleurs du monde
- 2003 : Clé alchimique, le Triomphe d'Excalibur
- 2004 : La Belle et la Bête 2040
- 2005 : Le Sacre de la mer
- 2008 : Le Petit Prince
- 2010 : Nijinsky Mon Amour
- 2011 : Nirvana